# Журавлиное (Сумская область)
Журавлиное (укр. Журавлине; до 2024 года — Москалевщина) — село,
Садовский сельский совет,
Сумский район,
Сумская область,
Украина.
Код КОАТУУ — 5924786804. Население по переписи 2001 года составляло 55 человек.

## Географическое положение
Село Москалевщина находится на берегу реки Сухоносовка,
выше по течению на расстоянии в 1 км расположено село Никонцы,
ниже по течению на расстоянии в 0,5 км расположен посёлок Сад.
На реке несколько запруд.
Рядом проходит автомобильная дорога Н-07.